# Pericoma restonicana
Pericoma restonicana är en tvåvingeart som beskrevs av Vaillant 1978. Pericoma restonicana ingår i släktet Pericoma och familjen fjärilsmyggor. Inga underarter finns listade i Catalogue of Life.